# Jarosław Seidel
Jarosław Seidel (ur. w 1962 roku w Gdyni) – polski poeta, eseista i publicysta, stale związany z Gdynią.

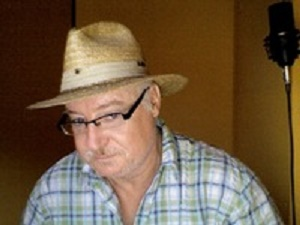
Jarosław Seidel, poeta z Gdyni

## Życiorys
Jarosław Seidel urodził się w 1962 roku w Gdyni, a od 1980 roku poświęcił się wyłącznie pisaniu poezji i krótkich form prozatorskich. W 1982 roku został laureatem konkursu na "Listy poetyckie", rozpisanego przez Ugrupowanie Warsztat przy Klubie Studentów Wybrzeża ŻAK w Gdańsku. W wyniku tego zaproszono go do współtworzenia Klubu Literackiego im. Ryszarda Milczewskiego-Bruno z siedzibą w Domu Kultury im. Stanisławy Przybyszewskiej w Gdańsku.
Od 1982 do 1987 roku związany z Gdańskim Ośrodkiem Korespondencyjnego Klubu Młodych Pisarzy, wyłonionym z Klubu Literackiego i działającym pod kierunkiem założyciela Ugrupowania Warsztat, Eugeniusza Kuppera oraz Stanisława Gostkowskiego i Andrzeja Krzysztofa Waśkiewicza. W 1983 roku był współzałożycielem Gdańskiej Grupy Poetyckiej (później nazwanej Atut). W 1989 roku został laureatem Turnieju Jednego Wiersza o Jaszczurowy Laur organizowanego w Klubie Pod Jaszczurami w Krakowie .
Oprócz twórczości literackiej zajmował się też plastyką. W latach 80. utrzymywał się z rysowania portretów na ulicach miast, m.in. Gdyni, Sopotu, Gdańska, Warszawy, Krakowa i Zakopanego. W tym okresie, w ramach swej działalności artystycznej w Krakowie spotkał się z Tadeuszem Kantorem i Allenem Ginsbergiem . W 1981 roku był gdyńskim delegatem na ogólnopolski zjazd Federacji Młodzieży Szkolnej w Warszawie. Pracował tam w komisji ds. kultury.
W latach 1992–1993 był publicystą Kuriera Gdyńskiego. Pisał tam felietony "Z jaskini filozofa" pod pseudonimem Jarosław z Demptowa i Jarosław Demptowski oraz pod własnym nazwiskiem. W tekście "Bloki śmierci" zwrócił uwagę na szkodliwość xylamitu, płytek PCW i azbestu w budynkach. Artykułem "Najlepszy bar w Polsce" miał prawdopodobnie udział w ocaleniu przed likwidacją Baru Mlecznego "Smakosz" w Gdyni Chyloni, który istnieje do dzisiaj. W 2010 roku opublikował rozważania na temat problemu kształcenia uczniów "nadpobudliwych intelektualnie" w kwartalniku o wychowaniu Być dla innych.

## Twórczość
Jarosław Seidel zadebiutował w 1982 roku arkuszem poetyckim pod tytułem "Poezje", z posłowiem Eugeniusza Kuppera, wydanym jako rezultat sukcesu w konkursie na "Listy poetyckie". W następnych latach jego wiersze ukazywały się w ramach publikacji grupowych Gdańskiej Grupy Poetyckiej w Faktach, Życiu Literackim i Radarze oraz indywidualnie w prasie codziennej Wybrzeża Gdańskiego i Szczecińskiego . Wydał cztery tomiki poezji oraz dwa eseje:
- Samotność i pragnienie, Gdynia 1999[7]
- Inne Wiersze, Gdynia 2001[8]
- Dożynki, Gdynia 2012
- Pocałunek nocy, Gdynia 2014[9]

- Poza kontekstem, Gdynia 2005[10]
- O duszy ludzkiej, Gdynia 2009[11].